# Piacenza Football Club 1952-1953
Questa voce raccoglie le informazioni riguardanti il Piacenza Football Club nelle competizioni ufficiali della stagione 1952-1953.

## Stagione
Nella stagione 1952-1953 il Piacenza ha disputato il campionato di Serie C a girone unico, un torneo a 18 squadre con due promozioni e quattro retrocessioni, con 32 punti si è piazzato in decima posizione, il torneo è stato vinto dal Pavia con 48 punti, seconda l'Alessandria con 46 punti, entrambe promosse in Serie B. Sono retrocesse Molfetta, Stabia, Vigevano e Reggiana, quest'ultima con 20 punti di penalizzazione per un illecito sportivo, senza penalità si sarebbe salvata.
Dopo aver mancato la promozione in Serie B al termine degli spareggi nel campionato precedente, la rosa piacentina viene ulteriormente rinforzata con diversi acquisti, tra cui i giovani attaccanti Amedeo Bonistalli e Silvano Mari, e l'ex nazionale Guglielmo Trevisan. Mariano Tansini viene riconfermato allenatore, mentre a stagione iniziata Giorgio Bizzio subentra a Gaetano Grandi nel ruolo di presidente. Nonostante una rosa di alto livello e le dichiarate ambizioni, la squadra perde progressivamente terreno rispetto alle posizioni di testa, anche a causa di un calo di rendimento del centravanti Dario Seratoni, capocannoniere della stagione precedente. Tansini si dimette in febbraio, sostituito prima da Guglielmo Trevisan e poi da Bruno Arcari, entrambi nel ruolo di allenatore-giocatore, che concludono la stagione in una posizione di centro classifica. Miglior realizzatore stagionale ancora Dario Seratoni autore di 16 reti, discreto anche il bottino di 10 reti di Silvano Mari.

## Rosa
| N. |                   | Ruolo | Calciatore            |
| -- | ----------------- | ----- | --------------------- |
|    | Italia (bandiera) | C     | Antonio Aiello        |
|    | Italia (bandiera) | A     | Bruno Arcari          |
|    | Italia (bandiera) | C     | Sergio Ballarin       |
|    | Italia (bandiera) | C     | Giuseppe Bernini (I)  |
|    | Italia (bandiera) | C     | Stefano Bernini (II)  |
|    | Italia (bandiera) | A     | Amedeo Bonistalli     |
|    | Italia (bandiera) | D     | Gastone Celio         |
|    | Italia (bandiera) | C     | Pompeo Cucchetti (II) |
|    | Italia (bandiera) | P     | Tiberio Manzini       |
|    | Italia (bandiera) | A     | Silvano Mari          |
|    | Italia (bandiera) | D     | Luigi Marzoli         |
|    | Italia (bandiera) | P     | Learco Menta          |
|    | Italia (bandiera) | C     | Francesco Meregalli   |

| N. |                   | Ruolo | Calciatore             |
| -- | ----------------- | ----- | ---------------------- |
|    | Italia (bandiera) | C     | Elio Mussinelli        |
|    | Italia (bandiera) | C     | Alberto Oldani         |
|    | Italia (bandiera) | C     | Marcello Personeni     |
|    | Italia (bandiera) | C     | Sergio Rampini         |
|    | Italia (bandiera) | D     | Dante Ravani           |
|    | Italia (bandiera) | A     | Serafino Romani        |
|    | Italia (bandiera) | A     | Dario Seratoni         |
|    | Italia (bandiera) | D     | Livio Spaggiari        |
|    | Italia (bandiera) | C     | Primo Succi            |
|    | Italia (bandiera) | C     | Guglielmo Trevisan (I) |
|    | Italia (bandiera) | C     | Ettore Trevisan (II)   |
|    | Italia (bandiera) | C     | Giovanni Zanier        |

## Calciomercato[5]

### Sessione estiva
| Acquisti | Acquisti               | Acquisti          | Acquisti      |
| R.       | Nome                   | da                | Modalità      |
| -------- | ---------------------- | ----------------- | ------------- |
| P        | Tiberio Manzini        | Novara            |               |
| P        | Learco Menta           | Rivergarese       | fine prestito |
| D        | Gastone Celio          | Padova            | riscatto      |
| D        | Luigi Marzoli          | Varese            |               |
| C        | Antonio Aiello         | Padova            | prestito      |
| C        | Giuseppe Bernini (I)   | Olubra            |               |
| C        | Stefano Bernini (II)   | SAS               |               |
| C        | Pompeo Cucchetti (II)  | Rivergarese       | fine prestito |
| C        | Elio Mussinelli        | Marzoli Palazzolo |               |
| C        | Guglielmo Trevisan (I) | Legnano           |               |
| C        | Ettore Trevisan (II)   | Bari              |               |
| A        | Amedeo Bonistalli      | Sangiovannese     |               |
| A        | Silvano Mari           | Trento            |               |
| A        | Dario Seratoni         | Novara            | riscatto      |

| Cessioni | Cessioni           | Cessioni       | Cessioni      |
| R.       | Nome               | a              | Modalità      |
| -------- | ------------------ | -------------- | ------------- |
| P        | Giovanni Casale    |                | svincolato    |
| P        | Mariano Faraone    | Gallaratese    | fine prestito |
| P        | Remo Peroncelli    |                | svincolato    |
| C        | Orlando Bissi      | Varese         | prestito      |
| C        | Piero Bortoletto   | Sambenedettese |               |
| C        | Attilio Caldini    | Bobbiese       | prestito      |
| C        | Francesco Fiorani  | Rivergarese    |               |
| C        | Giovanni Groppo    | Novara         | fine prestito |
| C        | Edmondo Maione     | Rivergarese    | prestito      |
| C        | Giuseppe Moretti   | Novara         | fine prestito |
| C        | Osvaldo Peretti    |                | svincolato    |
| C        | Ermes Tonzar       | Itala Gradisca |               |
| A        | Mirko Costa        | Padova         | fine prestito |
| A        | Giuseppe Macoratti | Itala Gradisca |               |

### Operazioni a campionato in corso
| Acquisti | Acquisti           | Acquisti       | Acquisti   |
| R.       | Nome               | da             | Modalità   |
| -------- | ------------------ | -------------- | ---------- |
| C        | Marcello Personeni | Atalanta       | prestito   |
| A        | Bruno Arcari (IV)  | Arsenaltaranto | svincolato |

| Cessioni | Cessioni             | Cessioni | Cessioni |
| R.       | Nome                 | a        | Modalità |
| -------- | -------------------- | -------- | -------- |
| P        | Luigi Saletti        | Varese   | prestito |
| C        | Ettore Trevisan (II) | Ravenna  | prestito |

## Risultati

### Girone di andata
| Arbitro: | Matteucci (Roma) |

|                |           |  |
| Bonistalli 79’ | Marcatori |  |

| Arbitro: | Grandville (Roma) |

|                                        |           |           |
| Oldani 35’ Bonistalli 41’ Seratoni 75’ | Marcatori | 79’ Lenci |

| Arbitro: | Canepa (Genova) |

|                               |           |  |
| Campagnoli 68’, 80’ Rossi 84’ | Marcatori |  |

| Arbitro: | Casagrande (Milano) |

|                       |           |                         |
| Testa 5’ Generani 60’ | Marcatori | 15’ Bonistalli 79’ Mari |

| Arbitro: | Perucci (Verona) |

|                                 |           |                         |
| Seratoni 54’, 60’, 79’ Mari 87’ | Marcatori | 19’ Tortul 89’ Canavesi |

| Empoli 19 ottobre 1952 6ª giornata | Empoli          | 0 – 0 | Piacenza | Stadio Carlo Castellani\| Arbitro: \| Marangio (Roma) \| |
| Arbitro:                           | Marangio (Roma) |       |          |                                                          |

| Arbitro: | Coppa (Como) |

|              |           |                                      |
| Seratoni 34’ | Marcatori | 2’ Nordio 57’ Castignani 90’ Colosio |

| Molfetta 9 novembre 1952 8ª giornata | Molfetta           | 0 – 0 | Piacenza | Stadio Paolo Poli\| Arbitro: \| Garzelli (Livorno) \| |
| Arbitro:                             | Garzelli (Livorno) |       |          |                                                       |

| Arbitro: | Canepa (Genova) |

|                           |           |            |
| Lavarino 8’ Cavagnero 87’ | Marcatori | 69’ Oldani |

| Arbitro: | Michieletto (Mestre) |

|                   |           |                          |
| Seratoni 22’, 70’ | Marcatori | 41’ Lipizer 85’ Zucchini |

| Arbitro: | Casagrande (Milano) |

|                         |           |  |
| Fabbri 34’ Bronzoni 73’ | Marcatori |  |

| Arbitro: | Cartei (Firenze) |

|                           |           |  |
| Bonistalli 47’ Romani 69’ | Marcatori |  |

| Arbitro: | Grandville (Roma) |

|              |           |                        |
| Castaldi 65’ | Marcatori | 26’ Mari 51’ Personeni |

| Arbitro: | Bernasconi (Firenze) |

|              |           |                            |
| Trevisan 58’ | Marcatori | 6’ Fontanesi II 45’ Giusti |

| Arbitro: | Ferrari (Milano) |

|  |           |                          |
|  | Marcatori | 63’ Personeni 88’ Zanier |

| Arbitro: | Alterio (Roma) |

|                                        |           |               |
| Oldani 15’ Mari 17’, 86’ Personeni 74’ | Marcatori | 69’ De Santis |

| Arbitro: | De Marchi (Pordenone) |

|                                                  |           |  |
| Mari 18’ Seratoni 33’ Trevisan 46’ Personeni 59’ | Marcatori |  |

### Girone di ritorno
| Arbitro: | Canavesio (Torino) |

|                                   |           |              |
| Bernardis 12’ Petersen 35’ (rig.) | Marcatori | 59’ Trevisan |

| Arbitro: | Canepa (Genova) |

|                           |           |                     |
| Bassetti 16’ Canonico 36’ | Marcatori | 11’ (rig.) Trevisan |

| Arbitro: | Garzelli (Livorno) |

|          |           |  |
| Mari 19’ | Marcatori |  |

| Arbitro: | Marangio (Roma) |

|          |           |                   |
| Mari 32’ | Marcatori | 42’ Bey 70’ Testa |

| Arbitro: | Pizzato (Mestre) |

|            |           |          |
| Tortul 53’ | Marcatori | 70’ Mari |

| Arbitro: | Grignani (Milano) |

|            |           |                |
| Romani 42’ | Marcatori | 15’ Malinverni |

| Arbitro: | Grandville (Roma) |

|                         |           |  |
| Bonafin 45’ Colosio 60’ | Marcatori |  |

| Arbitro: | Savi (Bergamo) |

|                         |           |                          |
| Seratoni 15’ Romani 80’ | Marcatori | 13’ Barbieri 24’ Marconi |

| Arbitro: | Valsecchi (Milano) |

|                              |           |  |
| Oldani 29’ Seratoni 42’, 79’ | Marcatori |  |

| Reggio Emilia 29 marzo 1953 27ª giornata | Reggiana     | 0 – 0 | Piacenza | Stadio Mirabello\| Arbitro: \| Coppa (Como) \| |
| Arbitro:                                 | Coppa (Como) |       |          |                                                |

| Arbitro: | Matteucci (Roma) |

|              |           |              |
| Seratoni 83’ | Marcatori | 67’ Bronzoni |

| Arbitro: | Migliorini (Firenze) |

|                             |           |          |
| Bertoni III 54’ Mantero 72’ | Marcatori | 78’ Mari |

| Arbitro: | Marangio (Roma) |

|                                |           |  |
| Trevisan 22’ Seratoni 31’, 79’ | Marcatori |  |

| Arbitro: | Ferrari Aggradi (Firenze) |

|                       |           |                             |
| Giusti 1’, 77’ (rig.) | Marcatori | 21’ Seratoni 30’ Bonistalli |

| Arbitro: | Arpaia (Roma) |

|                |           |                                  |
| Bonistalli 51’ | Marcatori | 12’ Massagrande 14’ (rig.) Mosca |

| Arbitro: | Adami (Roma) |

|               |           |  |
| Bislenghi 87’ | Marcatori |  |

| Arbitro: | De Leo (Mestre) |

|                                            |           |              |
| Morsan 6’ (rig.) Traini I 9’ Jacobitti 47’ | Marcatori | 83’ Seratoni |

## Statistiche

### Statistiche di squadra[9]
| Competizione | Punti | Totale | Totale | Totale | Totale | Totale | Totale | DR |
| Competizione | Punti | G      | V      | N      | P      | Gf     | Gs     | DR |
| ------------ | ----- | ------ | ------ | ------ | ------ | ------ | ------ | -- |
| Serie C      | 32    | 34     | 10     | 11     | 13     | 49     | 44     | +5 |

### Statistiche dei giocatori[5]
| Giocatore     | Serie C  | Serie C | Serie C     | Serie C    |
| Giocatore     | Presenze | Reti    | Ammonizioni | Espulsioni |
| ------------- | -------- | ------- | ----------- | ---------- |
| A. Aiello     | 6        | 0       | ?           | ?          |
| B. Arcari     | 6        | 0       | ?           | ?          |
| S. Ballarin   | 23       | 0       | ?           | ?          |
| G. Bernini    | 2        | 0       | ?           | ?          |
| S. Bernini    | 1        | 0       | ?           | ?          |
| A. Bonistalli | 18       | 6       | ?           | ?          |
| G. Celio      | 32       | 0       | ?           | ?          |
| P. Cucchetti  | 1        | 0       | ?           | ?          |
| T. Manzini    | 20       | -24     | ?           | ?          |
| S. Mari       | 29       | 10      | ?           | ?          |
| L. Marzoli    | 5        | 0       | ?           | ?          |
| L. Menta      | 14       | -20     | ?           | ?          |
| F. Meregalli  | 14       | 0       | ?           | ?          |
| E. Mussinelli | 21       | 0       | ?           | ?          |
| A. Oldani     | 21       | 4       | ?           | ?          |
| M. Personeni  | 14       | 4       | ?           | ?          |
| S. Rampini    | 1        | 0       | ?           | ?          |
| D. Ravani     | 25       | 0       | ?           | ?          |
| S. Romani     | 31       | 3       | ?           | ?          |
| D. Seratoni   | 29       | 16      | ?           | ?          |
| L. Spaggiari  | 2        | 0       | ?           | ?          |
| P. Succi      | 6        | 0       | ?           | ?          |
| G. Trevisan   | 31       | 5       | ?           | ?          |
| G. Zanier     | 22       | 1       | ?           | ?          |